# Michail Georgijewitsch Sacharenko
Michail Georgijewitsch Sacharenko (russisch Михаил Георгиевич Захаренко; * 24. März 1947 im Dorf Schalinskoje, Region Krasnojarsk) ist ein russischer Admiral. Er war von 1997 bis 2001 Kommandeur der russischen Pazifikflotte und von 2001 bis 2007 Stellvertreter des Oberkommandierenden der Russischen Seekriegsflotte.

## Leben
Sacharenko stammt aus der Familie eines Arbeiters. Nach Beendigung der Mittelschule arbeitete er als Stahlarbeitergehilfe in der Krasnojarsker Metallurgischen Fabrik. 1966 wurde er zum Militärdienst in die Pazifikflotte eingezogen. Nach der Ausbildung in der 51. U-Bootlehrgruppe in Wladiwostok diente er als Matrose auf einem dieselelektrischen U-Boot des Projektes 641. 1967 begann er ein Studium an der Pazifischen Offiziershochschule S. O. Makarow. Er wurde 1972 nach Abschluss der Hochschule in Kamtschatka als Kommandeur der Gruppe für Elektronavigation auf dem Atom-U-Boot K-389 eingesetzt. Anschließend diente er auf U-Booten des Projektes 675 als Navigator und Wachoffizier. In dieser Funktion nahm er 1974 an einer zwölfmonatigen Fahrt auf dem Atom-U-Boot K-189 zum Indischen Ozean teil. 1977 wurde er zu Offizierslehrgängen nach Leningrad kommandiert. Er wurde nach deren Abschluss 1. Offizier und ab 1980 Kommandant eines Atom-Jagd-U-Bootes des Projektes 671RTM.
Von 1984 bis 1986 studierte Sacharenko an der Gretschko-Seekriegsakademie, wurde anschließend Stabschef der 45. Atom-U-Bootdivision und 1988 ihr Kommandeur. In dieser Funktion wurde er 1990 zum Konteradmiral ernannt. Er absolvierte 1992 die Militärakademie des Generalstabes der Russischen Streitkräfte in Moskau, fand dann als Erster Stellvertreter des Kommandeurs der 2. Atom-U-Bootflottille Verwendung und übernahm ab 1994 ihr Kommando. Der 1995 zum Vizeadmiral beförderte Sacharenko wurde 1996 Stabschef der Pazifikflotte. Von Juli 1997 bis Juli 2001 kommandierte er die Pazifikflotte und wurde in dieser Funktion 1998 zum Admiral befördert. Ab 2001 bis zu seiner Versetzung in den Ruhestand 2007 wurde er als Stellvertreter des Oberkommandierender der Russischen Seekriegsflotte eingesetzt.

## Auszeichnungen (Auswahl)
- Orden für Militärische Verdienste
- Orden „Für den Dienst am Vaterland in den Streitkräften der UdSSR“ 3. Klasse